# توم ريس
توم ريس (بالإنجليزية: Tom Reiss)‏ (ولد 5 مايو 1964) هو كاتب، مؤرخ، وصحفي أمريكي.
هو مؤلف ثلاثة من الكتب الغير روائية، آخرها هو الكونت الأسود: مجد، ثورة, خيانة، والكونت دو مونت كريستو الحقيقي (2012) وعنه نال جائزة بوليتزر عن فئة السيرة الذاتية لعام 2013. كتابيه السابقين على هذا الكتاب هما: فوهرر-سابق: مذكرات نازي جديد سابق (1996)،من أوائل الكتاب التي كشفت من الداخل حركة النازيون الجدد في أوروبا; و المستشرق: في فض غموض حياة غريبة وخطيرة (2005) وكان من أفضل الكتب مبيعا عالميا. كصحفي كتب في النيويوركر، وول ستريت جورنال، و النيويورك تايمز.

## روابط خارجية
- "The Vanishing Fascination of Truly Anonymous Authors" في الجارديان